# Швець Юрій Борисович
Ю́рій Бори́сович Шве́ць (нар. 16 травня 1953,) — американський аналітик українського походження, колишній радянський розвідник, майор закордонної розвідки КДБ у 1980—1990. З квітня 1985 по 1987 працював офіцером-аналітиком у резидентурі КДБ у Вашингтоні. Після розпаду СРСР перебрався до США, де заснував власну аналітичну фірму з питань безпеки у міжнародному бізнесі. Публіцист, блогер, веде власний російськомовний інформаційний канал  на YouTube.

## Життєпис
Юрій Швець народився і виріс в Україні в сім'ї військового лікаря. Дитинство і юність провів у місті Харків. Як йому вдалося встановити за документами, всі його предки до 5-го коліна були українцями.
Після закінчення середньої школи у Херсоні з «золотою медаллю» він не зміг вступити в МДІМВ МЗС СРСР і у 1970—1972 рр. проходив дійсну строкову службу у військах особливого призначення (система ГРУ Радянської армії), а саме у військовій частині електронної військової розвідки в Одеській області, яка перехоплювала радіозв'язок командування групи військ південно-східного флангу НАТО.[джерело?]
Після закінчення служби в РА він вступив в Університет дружби народів імені Патріса Лумумби, який закінчив у 1980 році з дипломом у галузі міжнародного права, а потім також закінчив дворічне навчання у Червонопрапорному інститут зовнішньої розвідки.
Під час відрядження до США він працював під «прикриттям» на посаді журналіста ТАРС у Вашингтоні.[джерело?] Його головним завданням, головною ціллю всієї резидентури ПГУ КДБ СРСР у США було відстежування «підготовки США до ядерного нападу на СРСР», або так званого «першого ядерного удару».[джерело?] Доктрина «першого удару» була поширена серед керівництва СРСР (Політбюро ЦК КПРС). Керівництво КДБ та Міністерства оброни СРСР всіляко експлуатувало цю тему — поширювали в країні і особливо серед керівництва страхи ядерного нападу з боку США для посилення влади всередині країни таких діячів як Юрій Андропов та Дмитро Устинов та їх спадкоємців. За визнанням Юрія Швеця[ангажоване джерело], вигаданість воєнної загрози ставала одразу зрозумілою офіцерам радянської розвідки, що починали працювати у США. Але доповідати у Центр в Москву про це вони не могли — інакше за цим одразу ініціювалось відкликання офіцера, наказ про повернення розвідника назад до СРСР.
Крім того, за непідтвердженими даними, у США Швець завербував[джерело?] два важливих джерела (агента) для політичної розвідки, яких він називає під конспірованими іменами — «Супутниця» (Sputnitsa) і «Сократ». Sputnitsa ідентифікується[ким?] як журналіст, що працює в Вашингтоні, а Сократ, як колишній помічник адміністрації Картера із сильними зв'язками в Греції.[джерело?]

У 1990 році, на знак протесту проти політики керівництва КДБ, Швець подав рапорт про свою відставку.[джерело?] Восени 1993 він, купивши туристичну латвійську візу на кордоні, приїхав до Риги і вже там отримавши візу в американському посольстві, переїхав до США, де в цей час проживає. Свою мотивацію до еміграції Швець пояснив в одному з чисельних інтерв'ю 2020 р.:
|  | — Чому я переїхав до Сполучених Штатів? — Відверто кажучи набридло бути керованим ідіотом, яких я спостерігав протягом всієї моєї роботи у зовнішній розвідці |

За твердженням Швеця, він має чотири дипломи про вищу освіту, зокрема фах правника з міжнародного права та перекладача з англійської, французької та іспанської мов, а також досвід роботи журналістом. З 1997 працює слідчим корпоративної безпеки (corporate security investigator) у сфері «дью дилі́дженс» (due diligence) — збору інформації та оцінки комерційних ризиків для компаній, що збиралися вести бізнес в Росії.
У 2015 Юрій Швець дав інтерв'ю українському інтернет-виданню Гордон UA, у якому озвучив своє ставлення щодо російського президента В. В. Путіна, а також оприлюднив факти щодо минулих та майбутніх планів, переконань та намірів низки високопоставлених політичних та військових осіб декількох країн.

## Справа Литвиненка
У 2006 Швець виступав ключовим свідком на судовому процесі в Лондоні у справі вбивства (отруєння) колишнього офіцера ФСБ Олександра Литвиненка агентами російських спецслужб. У своїх відеоблогах Швець не раз заявляв, що особисто знав та товаришував із Литвиненком. В інтерв'ю з BBC, що транслювалося 16 грудня 2006, Швець сказав, що він підготував аналітичну доповідь з розслідування діяльності високих кремлівських чиновників на замовлення британської компанії, яка хотіла вкладати «близько до мільярда доларів» в проєкт в Росії і передав її своєму партнеру Литвиненку. Швець казав, що досьє було таким компрометуючим щодо близького до Путіна високопосадового чиновника Кремля, генерал-полковника російських спецслужб Віктора Іванова, що цілком імовірно, що Литвиненко був убитий через помсту. Він стверджував, що Литвиненко напередодні показував досьє іншому діловому партнеру Андрію Луговому, який працював раніш на КДБ, а пізніше, вже як охоронець Бориса Березовського, був завербований ФСБ. Швець стверджував, що Луговий був інформатором ФСБ, і передав досьє своїм кураторам. Швець також повідомив, що сам він був допитаний детективами Скотланд-Ярду, які розслідують вбивство Литвиненка.

## Касетний скандал
У 2002 керівництво тимчасової комісії Верховної Ради України з розслідування вбивства Гонгадзе замовило Юрію Швецю проаналізувати та зробити транскрипт записів «плівок майора Мельниченко» — прослуховування колишнього президента України Леоніда Кучми, об'ємом багато сот годин, в рамках розслідування справи про вбивство журналіста Георгія Гонгадзе[неавторитетне джерело].
Швець стверджує, що відповідно до акустичної якості записів та деяким технічним особливостям, вони зроблені не майором Мельниченко, як той стверджував, а ФСБ Росії на стаціонарній апаратурі підслуховування, вмонтованій КДБ ще у радянський час, коли кабінет нинішнього президента України належав першому секретарю ЦК КПУ В.Щербицькому. Керівництво тимчасової комісії з розслідування передали Юрію Швецю не плівки або касети, а CD, на які були завантажені записи, зроблені на ще дротовому магнітофоні.

## Російсько-українська війна
27 травня 2021 року Юрій Швець створив свій офіційний канал в YouTube, на якому публікує відео, в яких розвінчує російську пропаганду в українському інформаційному просторі та викриває дезінформаційні кампанії російських спецслужб з втручання в президентські вибори США 2016 та 2020 на користь Дональда Трампа та впливу російської пропаганди на виборців в Україні та США, аналізує події російсько-української війни з точки зору Заходу та провідних Західних експертів. Часто має певні інсайди, зокрема, першим повідомив про підготовку постачання ракет Storm Shadow. Загалом, Юрій Швець доносить до української аудиторії інформацію із респектабельних західних ЗМІ з метою протидії російській пропаганді.
У своїх відео, Юрій Швець неодноразово критикував Трампа за його лояльність до Росії та заяви конгресменів від #MAGA щодо припинення фінансової та військової допомоги для України.